# Вулиця Селищна (Луцьк)
Вулиця Селища — житлова вулиця в районі Вишкова у Луцьку з малоповерховою забудовою садибного типу. Бере початок з вулиці Героїв УПА

## Історія
Сучасний вигляд вулиці утворився після приєднання села Вишків до Луцька у 1959, але вулиця існувала ще раніше. У XIX столітті в районі сучасної вулиці Селищної існувала Свято-Михайлівська церква, церковна школа та кладовище. Під час Брусиловського прориву церква та школа були знищені.
На топографічній мапі видання польського Військового географічного інституту 1926 року територія сучасної вулиці Селищої підписана як Wyszkow.

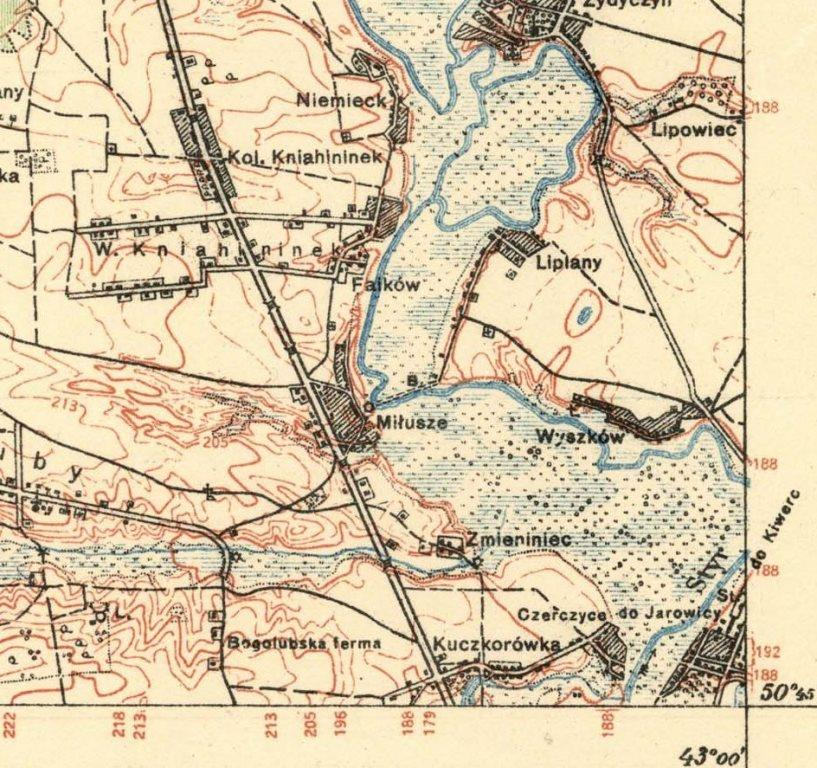
Топографічна мапа видання польського Військового географічного інституту 1926 року

## Освіта
- Волинський науковий ліцей

## Релігія
- Храм Святої рівноапостольної княгині Ольги УПЦ
- Церква Святої Трійці